# Grand Theft Auto: Vice City
Grand Theft Auto: Vice City (GTA: VC) je videohra ze série Grand Theft Auto, odehrávající se ve fiktivním městě Vice City. Jde o druhou 3D hru v této sérii. Oproti předešlému dílu Grand Theft Auto III má řadu vylepšení: například vrtulníky a motorky, možnost občerstvení se v pizzerii nebo nakupování v kutilském obchodě, možnost koupení nemovitostí a za určené nemovitosti plnit vedlejší úkoly.

## Postavy
- Tommy Vercetti je ústřední postava celé hry. Pracuje pro různé zločince ve Vice City a stoupá dál po hierarchii, až nakonec obsazuje celé město.

- Lance Vance (přezdívaný „Lance Vance Dance“) je drogový dealer, bratr Vica Vance, hlavní postavy Grand Theft Auto: Vice City Stories. Oba bratři se účastnili drogového obchodu s Tommym, ale obchod byl přepaden a Vic byl zabit. Lance uprchl, později se spojí s Tommym a začne s ním dělat. Je to potížista, s nímž akce nedopadnou úplně podle plánu. Tommy na konci příběhu zjistí, že jej Lance zradil.

- Sonny Forelli je Don rodiny Forelli, který Tommyho neustále otravuje a chce vrátit své peníze. Nakonec to nevydrží a vydá se ho se svými kumpány zabít.

- Ken Rosenberg je právník, který Tommovi pomáhá rozkoukat se ve Vice City. Je neurotický a všeho se bojí. Objevil se i ve hře Grand Theft Auto: San Andreas.

- Juan Garcia Cortez je penzionovaný plukovník klidné povahy, který tráví většinu času na své jachtě v přístavišti. Tento člověk dá Tommymu kontakty na další bohaté lidi ve Vice city.

- Ricardo Diaz (přezdívaný „Pán Koks“) je největší drogový dealer ve Vice City. Je velmi vznětlivý, v záchvatech vzteku likviduje svůj nábytek. Tommy a Lance zjistí, že to on rozbil jejich obchod a zabil Lanceovi bratra, proto jej spolu zabijí a získají jeho vilu.

- Kent Paul je mladík z hudebního průmyslu a často se zdržuje v klubu Malibu. Dělá manažera skupině Love Fist. Při skoro každé schůzce jej Tommy zmlátí. Spolu s Rosenbergem se objevil ve hře Grand Theft Auto: San Andreas

- Avery Carrington je menší podnikatel ve městě. Tommy mu pomůže s jeho pozemky, likviduje konkurenci a také vyprovokuje válku mezi Kubánci a Haiťany.

- Mercedes Cortez je dcera plukovníka Corteze, která je nymfomanka a Tommy ji dá nabídku zahrát si v pornofilmu.

- Phil Cassidy je veterán z Vietnamu a pomůže Tommymu přepadnout banku. Je to problémový alkoholik, vlastní palírnu, při jejíž explozích přišel o jedno oko a v průběhu hry o pravou ruku.

- Love Fist je glam metalová skupina, jejíž dvě písně hrají na stanici V-ROCK. Tommy jim dělá ochranku, jelikož je chce někdo zabít.

- Mitch Baker je vůdce gangu motorkářů. Stejně jako Phil bojoval ve Vietnamu, čehož později litoval a Ameriku nesnáší. Jeho gang se později stane ochrankou skupiny Love Fist.

- Umberto Robina je šéf kubánského gangu, operace řídí z kavárny svého otce.

- Tetička Poulet je vůdkyně haitského gangu

- BJ Smith je bývalý fotbalista týmu Vice City Mambas. Po Tommyho návratu se rozhodl k návratu do fotbalové kariéry a Tommy od něj může koupit autosalon Sunshine Autos, který BJ vlastní.

- Steve Scott je zvláštní režisér s úchylkou na žraloky, který pracuje na pornofilmech ve studiu, které má Tommy možnost koupit.

- Candy Suxxx je filmová pornohvězda, která hraje ve Stevových filmech, je milenkou kongresmana Shruba.

- Alex Shrub je kongresman, který v předvolební kampani sází na puritánské voliče a snaží se omezit pornoprůmysl, ale Tommy jej vyfotí coby fetišistu v podvazkovém pásu a tak ho zkompromituje.

- Hillary je přítel Phila a při přepadení banky řídí. Jednotky S.W.A.T. ho však zabijí.

- Cam Jones je kasař, který při přepadení banky otevře sejf v bance. Hráč má možnost Cama zabít, a na konci mise inkasovat víc peněz.

- Leo Teal je kuchař-překupník, který pracuje jako nájemný vrah. Tommy jej zabije, získá jeho telefon, čímž si otevírá dveře k dalším zločincům ve městě a dělá několik vražd na objednávku.

- Dick je bubeník Love Fist

- Donald Love je učeň u Avery Carringtona

- Dwaine je spolumajitel loděnice ve Vice City vyskytuje se ještě ve hře Grand Theft Auto: San Andreas

- Jethro je spolumajitel loděnice ve Vice City vyskytuje se ještě ve hře Grand Theft Auto: San Andreas

- Earnest Kelly je manažer Print Works

- Gonzalez je pravá ruka Juana Garcia Corteze vyskytuje se ještě ve hře Grand Theft Auto: San Andreas

- Hilary King je řidič a bankovní lupič

- Jezz Torrent zpěvák Love Fist

- Maude Hanson je sociopatická majitelka Cherry Popper

- Pastor Richards je televizní pastor s vazbami na podsvětí

- Percy je kytarista Love Fist

- Willy je basák Love Fist

- Vic Vance je bratr Lance Vance, drogový dealer a protagonista prequelu Grand Theft Auto: Vice City Stories

## Příběh
Příběh se točí kolem mafiána Tommyho Vercettiho, který pracoval pro rodinu Forelli v Liberty City. Roku 1971 byl zatčen a za vraždu 11 mužů odsouzen k 15 letům vězení.
Roku 1986 byl propuštěn a boss Forelliho rodiny Sonny Forelli jej poslal do Vice City, aby udělal drogový obchod. Jenže obchod byl přepaden a Tommy byl bez peněz a drog. Sonny je na Tommyho naštvaný a snaží se z něj peníze a drogy nějakým způsobem vymámit.

## Lokace
Hra se odehrává ve fiktivním městě Vice City (jehož předlohou je Miami), které je rozděleno na více čtvrtí:
- Ocean Beach – Zde jsou hotely, domy, maják
- Washington Beach – Zde jsou domy, podniky, významné náměstí s velikou křižovatkou
- Vice Point – Je zde největší nákupní centrum ve Vice, klub Malibu, také je zde mnoho kancelářských domů
- Prawn Island – Je zde filmové studio a sídlo pouličního gangu (v GTA:VCS to je sídlo bratrů Mendezových)
- Leaf Links – Zde je golfové hřiště
- Starfish Island – Zde jsou nejluxusnější vily, Tommy zde jednu získá
- Vice Port – Klasická průmyslová oblast, přístav, odlehlá místa, kde se provádí drogové obchody
- Escobar International – Zde je letiště a vojenská základna
- Little Haiti – Zde vládne Haiťanský gang, špinavá čtvrť, je zde i taxikářská firma
- Little Havana – Kubánská čtvrť, zde je tiskárna
- Junk Yard – Skládka
- Downtown – Klasické centrum města, mrakodrapy, stadion, pizzerie, bytovky apod.

## Zbraně a vybavení
- Zbraně na blízko: pěst, boxer, baseballová pálka, obušek, sekáček, kladivo, kuchyňský nůž, golfová hůl, katana, motorová pila, mačeta
- Pistole a revolvery: Colt 45, .357, Deagle (nelze použít)
- Samopaly: Uzi, TEC-9, MAC-10, MP, MPK (nelze použít)
- Brokovnice: Brokovnice, Upilovaná Brokovnice, SPAS-12
- Útočné pušky: M4, Kruger, Karabina (nelze použít)
- Odstřelovací pušky: Odstřelovačka, Sniper .308
- Vrhací zbraně: molotovův koktejl, Granát, C-4, Slzný Granát
- Těžké zbraně: výbušnina, plamenomet, M60, Minigun, RPG
- Vybavení: fotoaparát, mobilní telefon

## Soundtrack
Vice City obsahuje rozmanitý soundtrack, složený z písní doby, ve které se hra odehrává. Mezi nejznámější autory, jejíchž písně ve hře zazní, jsou Michael Jackson, Bryan Adams, Judas Priest, Iron Maiden, Mötley Crüe, Frankie Goes to Hollywood, Yes nebo Ozzy Osbourne.
Vice City obsahuje devět rozhlasových stanic; Wildstyle (hip hop), Flash FM (pop), Fever 105 (pop s černošskými umělci), V-ROCK (heavy metal), VCPR (talk radio), K-CHAT (talk radio), Esperantoso (latin jazz a salsa), Emotional 98.3 (romantické balady), Wave 103 (synthpop).